# Мальчик, который кричал: «Волк!»

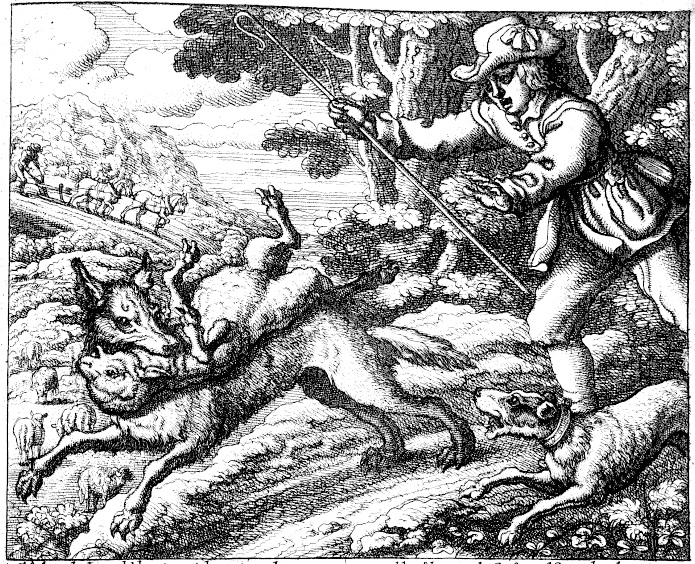
Иллюстрация к басне 1687 г. Фрэнсиса Барлоу

Мальчик, который кричал: «Волк!», также Пастух-шутник (греч. Ο Ψεύτης Βοσκός; в пересказе Толстого — Лгун) — одна из басен Эзопа, занесённая в индекс Перри под номером 210. Моралью басни является то, что ложь дискредитирует человека, в результате чего в его последующие истинные утверждения не верят.
На русском языке басня впервые была пересказана Львом Толстым и опубликована в «Первой русской книге для чтения» (1875 г.).

## Сюжет
Мальчик-пастух постоянно разыгрывает своих односельчан путём обмана, постоянно зовя на помощь и крича «Помогите, волк! Волк!» Селяне сначала думают, что волк действительно нападает на стадо овец, и спешат на помощь, но впоследствии понимают, что пастух звал их напрасно. Когда волк появляется на самом деле, крикам мальчика никто не верит: сельчане считают, что это ещё одна ложная тревога, и волки съедают овец. Именно такая концовка у басни в оригинале и толстовском пересказе.
В некоторых более поздних англоязычных версиях (например, в «Fables for Five Years Old» Джона Хукхэма Фрера 1830 года, «Aesop & Hyssop» Уильяма Эллери Леонарда 1912 года) волки съедают и самого мальчика. Аналогично оканчивается и стихотворение Луиса Антермейера (1965).
Мораль, изложенная в конце эзоповой басни, гласит:

Басня показывает: вот чего достигают лжецы, — им не верят, даже когда они говорят правду.
— перевод М. Л. Гаспарова
Мораль перекликается с утверждением, приписываемым Аристотелю Диогеном Лаэртским в его труде «О жизни, учениях и изречениях знаменитых философов», в котором философа спросили, какой прок получают от этого те, кто лжёт, и он ответил: «тот, что им не поверят, даже когда они скажут правду».

## Идиоматика
В английском языке присутствует устойчивое выражение «to cry wolf» (с англ. — «кричать: «волк!»»), обозначающее «поднимать ложную тревогу» и восходящее к искомой басне.